# Габсбурзьке графство
Га́бсбурзьке гра́фство (нім. Grafschaft Habsburg) — у 1030—1415 роках графство на території Швейцарії, з центром у замку Габсбург. Розташовувалося у кантоні Ааргау. Родове володіння династії Габсбургів. Постало як графство Священної Римської імперії. Керувалося графами Габсбурзькими. 1415 року захоплене Швейцарською Конфедерацією, після чого перетворилося на титулярне графство. Імператори Священної Римської імперії, Австрії та Австро-Угорщини носили титул графів Габсбурзьких до 1918 року.

## Державний устрій

### Графи
титулярні
- 1790—1792: Леопольд II